# Равенство между половете
Равенство между половете e принцип, ценност и обект на политики за постигане на равноправие и равнопоставеност между жените и мъжете. Равенство между половете се постига, когато мъжете и жените се ползват с еднакви права, отговорности и възможности във всички слоеве на обществото и когато различните интереси, нужди и приоритети на мъжете и жените се ценят еднакво.
Равенството между половете е определено от международните организации като относимо към човешките права, по-специално правата на жените, и икономическото развитие. To e основна ценност на ЕС и се разглеждат като компонент от критично значение за икономическия растеж и ключов принцип на Европейския стълб на социалните права.
Равенството между половете е петата от седемнадесетте Глобални цели за устойчиво развитие на Организацията на обединените нации, а неравенството между половете се измерва ежегодно от докладите за човешко развитие на Програмата на ООН за развитие.

## Равнопоставеността на половете в глобалните цели за устойчиво развитие на ООН
Програмата „Да преобразим нашия свят: Програма за устойчиво развитие до 2030 г.” е приета през 2015 г. по време на Срещата на върха по устойчивото развитие в рамките на ООН. Тя се състои от пет части, в които са изброени и формулирани 17 цели за устойчивото развитие. Документът е одобрен от всичките 193 държави членки на ООН, включително България.
Постигането на равенство между половете и осигуряване на възможности за всички жени и момичета като цел за устойчиво развитие до 2030 г. предвижда постигането на следните подцели:
- Премахване на всички форми на дискриминация по отношение на всички жени и момичета, навсякъде.
- Премахване на всички форми на насилие спрямо всички жени и момичета в публичната и частната сфера, в това число трафика на жени и момичета, сексуалната и другите видове експлоатация.
- Премахване на всички вредни практики като детски, ранни и принудителни бракове и гениталното осакатяване на жени.
- Признание и оценяване на неплатеното полагане на грижи и домашния труд посредством предоставяне на обществени услуги, инфраструктура и политики за социална закрила, и насърчаване на споделената отговорност в домакинството и семейството по подходящ за националните условия начин.
- Гарантиране на пълноценно и ефективно участие на жените и равни възможности за лидерство на всички равнища на вземане на решения в политическия, икономическия и обществения живот.
- Осигуряване на всеобщ достъп до полово и репродуктивно здравеопазване и репродуктивни права в съответствие с Програмата за действие, приета от Международната конференция за населението и развитието и Платформата за действие от Пекин, както и заключителните документи от последващите конференции за техния преглед.
- Предприемане на реформи за предоставяне на равни права на жените за достъп до икономически ресурси, както и достъп до собственост и контрол върху земя и други форми на собственост, финансови услуги, наследство и природни ресурси в съответствие с националното законодателство.
- Засилено използване на базови технологии, по-специално информационни и комуникационни технологии, за насърчаване на еманципирането и овластяването на жените.
- Приемане и укрепване на разумни политики и стриктно прилагано законодателство за насърчаване на равенството между половете и осигуряване на равни права на всички жени и момичета на всички равнища.[5]

## Стратегия за равенство между половете на Европейския съюз за периода 2020—2025 г.
Стратегията на Европейския съюз за равенство между половете (2020—2025 г.) е политически документ, приет от Комисия „Фон дер Лайен“, който очертава работата на Европейската комисия по въпросите на равенството между половете и определя целите на политиката и ключовите действия за постигането му: без насилие, основано на пола, дискриминация, основана на пола, и структурно неравенство между мъжете и жените. Изпълнението на стратегията предвижда прилагане на двустранен подход, който включва целеви мерки за постигане на равенство между половете, съчетани с интегриране на принципа на равенство между половете с цел засилване на интегрирането на свързаните с пола аспекти във всички политики и важни инициативи на ЕС.
Стратегията определя следните основни цели и съпътстващите действия, които трябва да бъдат осъществени от Комисията, Съвета на Европейския съюз и държавите на ЕС:
1. Борба с насилието, основано на пола, и със стереотипите, свързани с пола. Основните действия включват: присъединяване към конвенцията на Съвета на Европа — Конвенцията от Истанбул — за превенция и борба с насилието над жени и домашното насилие; комуникационна кампания в целия ЕС срещу стереотипите, свързани с пола.
2. Процъфтяваща икономика, основана на равенство между половете, чрез решаване на въпроси като разликата в заплащането на мъжете и жените. Основните действия включват: гарантиране на прилагането на законодателен акт (Директива (ЕС) 2019/1158) относно равновесието между професионалния и личния живот; предложение за преразглеждане на целите от Барселона относно образованието и грижите в ранна детска възраст, за да се гарантира по-нататъшно сближаване между държавите членки.
3. Равни възможности за заемане на ръководни позиции в процеса на вземане на решения и в политиката. Основните действия включват: настояване за приемане на законодателен акт (директива) за подобряване на баланса между половете в управителните съвети на предприятията; улесняване на обмена на добри практики за постигане на баланс между половете в управителните съвети и на ръководните длъжности.
4. Засилване на външната политика на ЕС по отношение на равенството между половете. Основните действия включват: стартиране на третия план за действие относно равенството между половете и овластяването на жените във външните отношения; приемане на плана за действие относно правата на човека и демокрацията (2020—2024 г.).
Като едно от първите действия за изпълнение на стратегията, на 4 март 2021 г. Комисията предлага задължителни мерки за прозрачност в заплащането. Конкретен резултат от Стратегията е кампанията за борба със стереотипите, свързани с пола, насочена към свързаните с пола стереотипи, които засягат както мъжете, така и жените, в различни области на живота, включително избор на професия, споделяне на отговорностите за полагане на грижи и вземане на решения. Началото ѝ е поставено на 8 март 2023 г.

## Политика за равнопоставеност в България
Правовите гаранции за равнопоставеност и равно третиране на жените и мъжете в България се съдържат в Конституцията на Република България и в редица специални и секторни закони, в т.ч. Кодекса на труда, Кодекса за социално осигуряване, Закона за защита от дискриминация, Закона за равнопоставеност на жените и мъжете, Закона за социално подпомагане, Закона за насърчаване на заетостта, Закона за защита от домашното насилие, Закона за държавния служител. Провеждането на националната политика по равнопоставеност на жените и мъжете се подпомага и от изпълнението на тематични проекти, финансирани от държавния бюджет, европейски и други източници.
Провеждането на държавната политика на Република България в областта на равнопоставеността на жените и мъжете се организира и координира на национално ниво от Министерството на труда и социалната политика (ПМС № 155 от 2000 г., обн., ДВ, бр. 65 от 2000 г.). Политиката за равнопоставеност на половете е хоризонтална и се осъществява в сътрудничество с множество институции и организации. В дирекция “Политика за хората с увреждания, равни възможности и социални помощи”) на МТСП е обособено специализирано звенo – отдел “Равни възможности, антидискриминация и социални помощи”, който изпълнява ролята и на Секретариат на Националния съвет по равнопоставеността на жените и мъжете към Министерския съвет.
Сред проблемите, свързани с основните права на човека, които държавата не адресира в необходимата степен според комисаря на Съвета на Европа по правата на човека Дуня Миятович, откроени в доклада ѝ за България от 2020 г., са нетолерантността и дискриминацията и насилие над жени и домашно насилие. В доклада си Комисарят отбелязва, че: „Властите трябва да променят курса. Те трябва да се противопоставят на вредните разкази, да подобрят законодателството и да повишат обществената осведоменост относно необходимостта от подобряване на защитата на жертвите на насилие срещу жени и домашно насилие. Особено внимание трябва да се обърне на насърчаването на равенството между жените и мъжете“. Миятович предлага набор от мерки за подобряване на усилията на властите за борба с насилието над жени и домашното насилие, в т.ч.:
- по-голяма подкрепа за работата на неправителствените организации и правозащитниците, активни в тази област
- системно събиране на данни за всички форми на насилие, основано на пола, срещу жени
- налагане на възпиращи санкции на извършителите
- достъп на жертвите до безплатна правна помощ и леснодостъпни защитни мерки
- ефективни правни средства за защита

Конвенцията на Съвета на Европа за превенция и борба с насилието над жени и домашното насилие е първият правно обвързващ международен инструмент за предотвратяване и борба с насилието срещу жени и момичета на международно ниво. Той влиза в сила през 2014 г. и установява цялостна рамка от правни и политически мерки за предотвратяване на такова насилие, подкрепа на жертвите и наказване на извършителите. Към декември 2022 г. Конвенцията е подписана от всички държави членки на ЕС и ратифицирана от 21. България е една от шестте държави членки на ЕС, заедно с Чехия, Унгария, Латвия, Литва и Словакия, които не са ратифицирали конвенцията. През 2018 г. Конституционният съд на България приема решение, в което се посочва, че „Истанбулската конвенция“ застъпва правни концепции, свързани с понятието „пол“ (gender), които са несъвместими с основни принципи на Конституцията на Република България.
В становището на Съда на ЕС от 6 октомври 2021 г. се посочва, че Европейският съюз може да ратифицира Истанбулската конвенция, без да има съгласието на всички държави членки. През февруари 2023 г. Европейският парламент приема с голямо мнозинство текст, в който се подчертава, че Истанбулската конвенция остава международен стандарт и ключов инструмент за изкореняване на насилието, основано на пола, а шестте държави, които не са ратифицирали Конвенцията, се призовават да го направят „незабавно“. Приетият от ЕП документ няма правно обвързващ характер.